# Ducato di Kleve
Il Ducato di Cleves (in tedesco: Herzogtum Kleve; in francese: Duché de Clèves; in nederlandese: Hertogdom Kleef) fu uno Stato del Sacro Romano Impero, diviso tra l'attuale Germania (parte della Renania Settentrionale-Vestfalia) e i Paesi Bassi (parti del Limburgo, del Brabante Settentrionale e della Gheldria). Il suo territorio comprendeva entrambe le rive del Reno, attorno alla capitale, Kleve, comprendente gli attuali distretti di Kleve, Wesel e della città di Duisburg.
La lingua del territorio, oggi parlata dagli anziani, è il Kleverlands, un dialetto del basso francone.

## Storia
La contea di Kleve (Grafschaft Kleve) viene menzionata per la prima volta nell'XI secolo. Nel 1417, la contea venne elevata a ducato. La sua storia è strettamente legata a quella dei paesi vicini: i ducati di Jülich, Berg e Gheldria e la Contea di Mark. Nel 1368, Kleve e Mark vennero unite. Nel 1521 Jülich, Berg, Kleve e Mark formarono il ducato unitario di Jülich-Kleve-Berg. Anna di Kleve (1515-1557), regina consorte d'Inghilterra nel 1540 e moglie di Enrico VIII, era figlia di Giovanni III di Kleve.
Quando l'ultimo duca di Kleve morì senza eredi, nel 1609, si originò la guerra di successione di Jülich. Il ducato venne quindi diviso tra il Palatinato-Neuburg (Jülich e Berg) e il Margraviato di Brandeburgo (Kleve e Mark), con il Trattato di Xanten (1614). A ogni modo, gran parte del Ducato di Kleve venne occupata dalle Province Unite sino al 1672. Parte del Regno di Prussia dopo il 1701, Kleve venne occupata dalla Francia durante la guerra dei sette anni (1757-1762).
Nel 1795 la parte a ovest del Ducato di Kleve venne occupata dal direttorio francese e divenne parte del dipartimento francese di Roer. Le parti restanti del ducato vennero occupate tra il 1803 e il 1805, divenendo parte del dipartimento di Yssel-Supérieur e quindi stato vassallo del Granducato di Berg (dopo il 1811, parte del dipartimento di Lippe). Nel 1815, alla sconfitta di Napoleone, il ducato divenne parte della provincia prussiana di Jülich-Kleve-Berg (dopo il 1822, la provincia prussiana del Reno), eccetto le città di Gennep, Zevenaar e Huissen che divennero parte del Regno dei Paesi Bassi.

## Sovrani di Kleve
All'inizio dell'Alto Medioevo, sul Basso Reno tra la Mosa e il Reno, gli Annales Rodenses, ricordano, senza precisare l'anno, che, nelle Fiandre (in Flandriensi provintia) l'Imperatore del Sacro Romano Impero (obsequio Romani imperatoris) affidò a due nobili fratelli (duo nobiles germani fratres): a Gerardo la signoria di Wassenberg e a Ruggero, la signoria di Cleves (locavit Gerardum aput Wasenberch et Rutgerum aput Clive). "Ruggero o Rütger Flamens" viene considerato il progenitore dei Conti di Kleve.

### Conti di Kleve
- 1020-1050 Ruggero I
- 1050-1070 Ruggero II
- 1070-1090 Eberardo e/o Teodorico
- 1090-1119 Teodorico I, figlio di Teodorico
- 1119-1147 Arnoldo I, figlio del precedente
- 1147-1172 Teodorico II, figlio del precedente
- 1172-1198 Teodorico III, figlio del precedente
- 1198-1200 Arnoldo II, fratello del precedente, figlio di Arnoldo I
- 1200-1260 Teodorico IV, nipote del precedente, figlio di Teodorico III
- 1260-1275 Teodorico V di Meissen, figlio del precedente
- 1275-1305 Teodorico VI, figlio del precedente
- 1305-1311 Ottone, figlio del precedente
- 1311-1347 Teodorico VII, fratellastro del precedente, figlio di Teodorico VI
- 1347-1368 Giovanni, fratello del precedente, figlio di Teodorico VI

### Conti, poi duchi di Kleve e conti di Mark
- 1368-1394 Adolfo I, figlio dell'erede Margherita di Kleve, figlia di Teodorico VII e nipote di Giovanni, anche conte di Mark
- 1394-1448 Adolfo II, figlio del precedente, dal 1417 duca di Kleve e anche conte di Mark
- 1448-1481 Giovanni I, figlio del precedente, Duca di Kleve e conte di Mark- padre di Engelberto di Nevers
- 1481-1521 Giovanni II, il Pio, figlio del precedente, Duca di Kleve e conte di Mark

### Duchi di Kleve-Mark-Jülich-Berg-Ravensberg
- 1521-1539 Giovanni III, il Pacifico
- 1539-1592 Guglielmo, il Ricco
- 1592-1609 Giovanni Guglielmo

## Espressioni celebri
Divenne celebre il brocardo «Dux Cliviae imperator est in ducatu suo», o «Dux Cliviae papa est in ducatu suo» («Il duca di Kleve è imperatore nel suo ducato», o «Il duca di Kleve è papa nel suo ducato») per indicare che, una volta diminuita l'autorità imperiale, anche un duca di un ducato non molto importante, di fatto era pienamente sovrano.

### La principessa di Clèves
La principessa di Clèves è un romanzo di Madame de La Fayette.